# Patrick Ferguson
Major Patrick Ferguson (1744 – 7. oktober 1780) je bil častnik britanske vojske, ki je zasnoval puško Ferguson. Vojaško službo je začel med sedemletno vojno. Najbolj znan je po svoji službi v vojaški kampanji Charlesa Cornwallisa, 1. markiza Cornwallisa, leta 1780 med ameriško revolucionarno vojno v Karolinah, v kateri si je močno prizadeval za novačenje ameriških lojalistov za služenje v njegovi milici proti patriotom.
Navsezadnje so njegove dejavnosti in vojaške akcije privedle do zbiranja patriotske milice, ki je končala njegovo silo lojalistov in bil je ubit v bitki pri Kings Mountain na meji med kolonijama Severna Karolina in Južna Karolina. Vodil je skupino lojalistov, ki jih je rekrutiral in bil edini častnik redne vojske, ki je sodeloval na obeh straneh konflikta. Zmagovalne patriotske sile so po bitki oskrunile njegovo truplo.